# Beauty Shop
Beauty Shop är en amerikansk komedi från 2005 i regi av Bille Woodruff.

## Handling
Gina har flyttat till Atlanta och jobbar i en skönhetssalong som drivs av den snorkige Jorge. Hennes dröm är att öppna en egen skönhetssalong, och en dag får hon nog av den odräglige Jorge och öppnar en egen salong med en väninna. Ginas skönhetssalong blir framgångsrik, och när kunder börjar strömma in från Jorges utkräver han hämnd. Men Jorge underskattar Gina och hennes kollegor. 

## Rollista (urval)
- Queen Latifah - Gina Norris
- Alicia Silverstone - Lynn
- Andie MacDowell - Terri
- Alfre Woodard - Ms. Josephine
- Mena Suvari - Joanne
- Kevin Bacon - Jorge